# Катеринюк Олександр Вікторович
Олександр Вікторович Катеринюк — старший солдат Збройних Сил України, учасник російсько-української війни, що загинув у ході російського вторгнення в Україну в 2022 році.

## Життєпис
Олександр Катеринюк народився 1997 року в селі Березолуки (з 2020 року — Копачівської сільської територіальної громади) Рожищенського району на Волині. Після закінчення загальноосвітньої школи в рідному селі, а потім і Львівського училища 18-річний юнак уклав контракт із ЗСУ, брав участь у війні на сході України. З початком повномасштабного російського вторгнення в Україну був знову мобілізований та перебував на передовій. Загинув 30 березня 2022 року поблизу міста Миколаївка Краматорського району на Донеччині в результаті бойового зіткнення та масового артилерійського обстрілу. Чин прощання із загиблим відбувся 7 квітня 2022 року в рідному селі.

## Нагороди
- Орден «За мужність» III ступеня (2022, посмертно) — за особисту мужність і самовіддані дії, виявлені у захисті державного суверенітету та територіальної цілісності України, вірність військовій присязі[4]